# Юсуф Демір
Юсуф Демір (нім. Yusuf Demir, нар. 2 червня 2003, Відень) — австрійський футболіст турецького походження, півзахисник та нападник клубу «Галатасарай».

## Клубна кар'єра
Народився 2 червня 2003 року в місті Відень. Вихованець юнацьких команд футбольних клубів «Ферст Вієнна» та «Рапід» (Відень).
У дорослому футболі дебютував 2019 року виступами за команду «Рапід-2» (Відень), в якій провів один сезон, взявши участь в 11 матчах чемпіонату. Того ж року приєднався до основної команди «Рапіда», за яку дебютував матчі австрійської Бундесліги проти клубу «Адміра Ваккер Медлінг». Завдяки цьому Демір став наймолодшим гравцем віденського «Рапіда» в австрійській Бундеслізі: на момент дебюту йому було 16 років, 6 місяців та 12 днів, а також став першим гравцем Бундесліги, який народився в 2003 році, при тому, що на той час у лізі не грав навіть жоден гравець 2002 року народження. 19 вересня 2020 року Демір забив свій перший гол за «Рапід» у матчі проти клубу «Штурм».
Перед сезоном 2021/22 Демір продовжив свій контракт із «Рапід» до 30 червня 2023 року та перейшов на правах оренди у «Барселону» за 500 000 євро, з правом викупу за 10 мільйонів євро. 18-річний гравець завершив передсезонну підготовку з першою командою і зміг вразити хорошими виступами головного тренера Роналда Кумана, який описав його як «одного з важливих гравців першої команди». В результаті 21 серпня 2021 року він дебютував у Ла Лізі у другому турі в грі проти «Атлетіка» з Більбао (1:1), а наступного місяця Демір дебютував за каталонців і в Лізі чемпіонів у грі проти мюнхенської «Баварії» (0:3), ставши першим австрійцем після Ганса Кранкля, який грав за «Барсу» на «Камп Ноу» за понад 41 рік. Всього під керівництвом Кумана Демір провів п'ять матчів у чемпіонаті і один у Лізі чемпіонів, а після приходу нового головного тренера Хаві, який очолив команду на початку листопада 2021 року став менше підпускатись до ігор першої команди, зігравши ще у одній грі чемпіонату і двох матчах єврокубка, тобто загалом провів за каталонців дев'ять ігор. За орендною угодою, після того як австрієць зіграє десять матчів, «Барселона» зобов'язана була викупити контракт гравця за 10 мільйонів євро, а іспанський гранд переживав фінансові труднощі, Деміра більше не випускали на поле та наприкінці грудня 2021 року виключили зі складу. У середині січня його договір оренди був остаточно розірваний, і він повернувся до Відня, де продовживши контракт з «Рапідом» до червня 2024 року.

## Виступи за збірні
У 2017 році дебютував у складі юнацької збірної Австрії (U-15), після чого грав за команди до 17 та до 19 років. З останньою поїхав на юнацький чемпіонат Європи 2022 року в Словаччині, де зіграв в усіх 4 матчах та забив гол у грі групового етапу проти Ізраїлю (2:4), а австрійці посіли 6 місце на турнірі. Загалом на юнацькому рівні взяв участь у 26 іграх, відзначившись 20 забитими голами.
З 2020 року залучався до складу молодіжної збірної Австрії. На молодіжному рівні зіграв у 6 офіційних матчах.
28 березня 2021 року дебютував в офіційних іграх у складі національної збірної Австрії у віці 17 років у домашньому матчі другого туру відбіркового турніру чемпіонату світу 2022 року проти збірної Фарерських островів (3:1), вийшовши на заміну на 85-й хвилині замість Луїса Шауба

## Статистика виступів

### Статистика клубних виступів
Станом на 1 лютого 2022 року
| Сезон             | Команда             | Чемпіонат         | Чемпіонат | Чемпіонат | Національний кубок | Національний кубок | Національний кубок | Континентальні кубки | Континентальні кубки | Континентальні кубки | Інші змагання | Інші змагання | Інші змагання | Усього | Усього | Усього |
| Сезон             | Команда             | Ліга              | Ігор      | Голів     | Ліга               | Ігор               | Голів              | Ліга                 | Ігор                 | Голів                | Ліга          | Ігор          | Голів         | Ігор   | Голів  |        |
| ----------------- | ------------------- | ----------------- | --------- | --------- | ------------------ | ------------------ | ------------------ | -------------------- | -------------------- | -------------------- | ------------- | ------------- | ------------- | ------ | ------ | ------ |
| 2018–19           | «Рапід ІІ» (Відень) | РЛ                | 2         | 0         |                    | -                  | -                  |                      | -                    | -                    |               | -             | -             | 2      | 0      |        |
| 2019–20           | «Рапід ІІ» (Відень) | РЛ                | 9         | 1         |                    | -                  | -                  |                      | -                    | -                    |               | -             | -             | 9      | 1      |        |
| 2019–20           | «Рапід» (Відень)    | БЛ                | 6         | 0         | КА                 | 0                  | 0                  |                      | -                    | -                    |               | -             | -             | 6      | 0      |        |
| 2020–21           | «Рапід» (Відень)    | БЛ                | 25        | 6         | КА                 | 2                  | 1                  | ЛЧ+ЛЄ                | 1+4                  | 1+1                  |               | -             | -             | 32     | 9      |        |
| 2021–22           | «Барселона»         | ПД                | 6         | 0         | КІ                 | 0                  | 0                  | ЛЧ                   | 3                    | 0                    | СІ            | 0             | 0             | 9      | 0      |        |
| Усього за кар'єру | Усього за кар'єру   | Усього за кар'єру | 48        | 2         |                    | 2                  | 1                  |                      | 8                    | 2                    |               | -             | -             | 58     | 10     |        |